# Эсав (фильм)
«Эсав» (англ. Esau) — англоязычный художественный фильм российского режиссёра Павла Лунгина с Лиором Ашкенази и Харви Кейтелем в главных ролях. Его премьера состоялась в 2019 году.

## Сюжет
Литературной основой сценария стал роман Меира Шалева, где пересказывается библейская притча об Исаве и Иакове. Заглавный герой подростком бежал в Америку, а в возрасте 40 лет, став писателем, вернулся в родительский дом. Там он встретился с братом Яковом, когда-то лишившим его любимой женщины, и с родителями. В финале семье удаётся воссоединиться и забыть былые обиды.

## В ролях
- Лиор Ашкенази — Эсав
- Харви Кейтель — Авраам
- Шира Хаас — Лия
- Марк Иванир — Яков
- Юлия Пересильд — Сара
- Ксения Раппопорт — подруга Сары
- Гила Альмагор — Булика

## Создание и оценки
Съёмки фильма проходили в Израиле, в них участвовали актёры из этой страны, из России и США. Премьера фильма состоялась в июне 2019 года на кинофестивале в Гонконге. Премьера в России состоялась в ноябре 2020 года.
Рецензенты отмечают, что очередная картина Павла Лунгина наполнена отсылками к предыдущим, а также библейскими мотивами. По мнению рецензента  InterMedia  Татьяны Трейстер, режиссёр слишком сильно сократил роман Шалева, убрав большинство второстепенных линий: для этой экранизации больше подошёл бы формат мини-сериала, а не полнометражного фильма. При этом Трейстер отмечает аутентичность изображения и качественную игру всех основных актёров.